# 爽文市
爽文市（そうぶんし）は1945年3月に重慶国民政府が策定した台湾接管計画綱要地方政制の中で定められた台湾の行政区画の一つ。日本統治時代の嘉義市に相当する。

## 沿革
清初、嘉義は諸羅と称されていた。1787年4月から9月にかけて林爽文の叛乱が発生、諸羅県城を5ヶ月にわたって包囲されたが結局林爽文の攻撃を守り抜き、この戦闘を契機に清軍が攻勢に転じ叛乱を鎮圧した。反乱鎮圧後乾隆帝は県民の義を嘉すとして地名を嘉義と改めた。嘉義という地名は日本統治時代にもそのまま沿用された。
1945年3月、国民政府は清朝が定めた嘉義の地名を不適切とし、林爽文を記念して爽文市と改称した。しかし台湾での軍政の責任者であった陳儀は台湾接管計画綱要地方政制の実施は現状にそぐわないとし一部の改編措置を見送った際、改名も先送りにされ爽文市の名称は使用されなかった。
1950年に国共内戦に敗れた国民政府が遷台した際、台湾接管計画綱要地方政制は廃止され、それと同時に爽文市への改称の法的根拠も消失し、爽文市の名称は実際に使用されることなく計画のまま消滅した。